# 萬民欽
萬民欽（？—？），字仰之，贵州独山州人，清朝政治人物，同進士出身。

## 生平
康熙四十二年（1703年）癸未科進士，三甲九十九名，选庶吉士，散館授檢討。